# Denkend aan de dood kan ik niet slapen
Denkend aan de dood kan ik niet slapen is een hoorspel van Wim Ramaker. De NCRV zond het uit op maandag 16 februari 1976, van 22:39 uur tot 23:00 uur. De regisseur was Ab van Eyk.
De titel is ontleend aan de eerste regel van het gedicht Insomnia (slapeloosheid) van de Nederlandse dichter J.C. Bloem.

## Rolbezetting
- Hans Karsenbarg (man)
- Maria de Booy (vrouw 1)
- Petra Dumas (vrouw 2)
- Frans Somers (psychiater)

## Inhoud
De hoofdpersoon droomt iedere nacht dezelfde droom. Hij staat in een winkel, waar men zeer voordelig begrafenissen regelt. Hij wil zijn eigen begrafenis organiseren. Er volgt een idioot gesprek tussen de man en de winkeljuffrouw, waarin een loopje wordt genomen met mensen die menen zich van de wieg tot (over) het graf te kunnen verzekeren. De droom, die hij overigens elke nacht als werkelijkheid ervaart, breekt telkens af als hij zijn sterfdatum moet invullen op een formulier. De droom wordt een obsessie. Hij gaat naar de psychiater, die hem zegt dat het waarschijnlijk is dat hij in zijn onderbewuste de sterfdatum wel kent. Dan droomt hij weer…